# Epizoanthus californicus
Epizoanthus californicus is een Zoanthideasoort uit de familie van de Epizoanthidae. De wetenschappelijke naam van de soort is voor het eerst geldig gepubliceerd in 1951 door Carlgren.